# Eds kyrka, Ångermanland
Eds kyrka är en kyrkobyggnad som tillhör Eds församling i Härnösands stift. Kyrkan ligger 200 meter öster om Ångermanälven, två kilometer söder om samhället Forsmo samt nio kilometer norr om Sollefteå.

## Kyrkobyggnaden
Ursprungliga kyrkan uppfördes någon gång på medeltiden och var då en liten byggnad med nästan kvadratisk planform. Under senmedeltiden utvidgades kyrkan. På 1700-talet reparerades kyrkan av kyrkobyggmästare Simon Geting , Sundsvall, då den också förlängdes åt väster. En sakristia av trä, vid norra sidan, som uppfördes troligen 1764–1765 av Per Zakrisson från Kubbe. 1827 planerades ett kyrktorn i väster och en sakristia i öster av kyrkobyggmästare Lars David Geting, Sundsvall, son till Simon Geting. Byggnadsplanerna genomfördes aldrig. Åren 1888–1890 byggdes ett smalare kor i öster och grunden där kom då till nytta.
Kyrkan, som består av långhus, kor och sakristia, har vitputsade ytterväggar och plåttäckta sadeltak. Gavelröstena har blinderingar som tillkommit åren 1888–1890. Vid långhusets västra kortsida finns ingången. Kyrkorummet har ett tredingstak som är täckt med pärlspont. Takstolen är delvis synlig. Kor och långhus skiljs åt av en välvd triumfbåge. I koret finns en trefönstergrupp vars glasmålningar tillkom 1927 efter utformning av Yngve Lundström. Klockstapeln byggdes på 1730-talet och byggdes om 1775. Ljudluckor tillkom 1810.

## Lokalisering
Innan landhöjningen hade rest Sollefteåforsen var istället den klart högre Forsmoforsen det första seglingshindret i Ångermanälven, vilket torde ha gjort Ed till en naturlig handels- och mötesplats under denna tid. Sannolikt är kyrkans lokalisering till just denna by övertagen från en äldre hednisk kultplats.
Några hedniska fynd från själva kyrkogårdsområdet är inte kända, däremot flera vikingatida gravhögar några hundra meter uppströms kyrkan (nedanför nuvarande hembygdsgården); några av dessa förstördes till följd av ett brobygge på 1930-talet.
Det man hittade i gravarna vid brobygget och efterundersökningar var inte särskilt mycket; en vacker lång spjutspets av järn samt fyra pilspetsar av samma material. En av pilspetsarna är något kluven, antagligen var det en pilspets som användes vid fågeljakt. Skåran skulle då skära av fjädrarna på fågeln.

## Inventarier
- Ett rökelsekar av malm och en träskulptur föreställande Jungfru Maria är från medeltiden.
- Ett altarskåp från senmedeltiden förvaras i länsmuseet Murberget.
- Predikstolen med ljudtak tillverkades av Jon snickare någon gång mellan åren 1700-1705. 1749 målades den om av Erik Fällström och omkring år 1890 blev den delvis omgestaltad och kompletterad.

## Orgel
1947 byggde E. A. Setterquist & Son Eftr., Örebro,  en orgel med 16 stämmor fördelade på två manualer.

### Webbkällor
- anläggningspresentation